# Raymond Robert Forster
Raymond Robert Forster (19 de junio de 1922-1 de julio de 2000), a menudo abreviado como Ray Forster fue un zoólogo de Nueva Zelanda.
A los 18 años y después de la publicación de su primer artículo científico, a los 17, se convirtió en entomólogo asistente en el Museo de Nueva Zelanda Te Papa Tongarewa en Wellington. Ha participado en numerosas expediciones científicas.
En 1947, obtuvo su Licenciatura en Ciencias de la Universidad de Victoria, al año siguiente, recibió su Maestría en Ciencias. Se mudó a Christchurch y se convirtió en director del Museo de Canterbury. Después de recibir su Doctorado en Ciencias en 1953, se trasladó a Dunedin, donde se convirtió en jefe del Museo de Otago, cargo que ocupó tres décadas.
Se especializa en los arácnidos. Ha publicado seis volúmenes entre 1967 y 1988, sobre las arañas de Nueva Zelanda. Estos libros pudieron parecer gracias a los fondos recaudados por la lotería nacional. Con la ayuda de su esposa, Lyn, publicó también más trabajos para el público en general, como Los animales terrestres pequeños de Nueva Zelanda (1970), Arañas de Nueva Zelanda: una introducción (1973) y Arañas de Nueva Zelanda y sus parientes en todo el mundo (1999).
Con el nombre abreviado de 'Forster ha descrito como autor, 5 familias, 111 géneros y 670 especies.

## Honores

### Eponimia
- Adoxotoma forsteri Zabka, 2004,  (Salticidae)
- Anoteropsis forsteri Vink, 2002,  (Lycosidae)
- Austrochilus forsteri Grismado, Lopardo & Platnick, 2003,  (Austrochilidae)
- Cassafroneta forsteri Blest, 1979,  (Linyphiidae)
- Hogna forsteri Caporiacco, 1955,  (Lycosidae)
- Laetesia forsteri Wunderlich, 1976,  (Linyphiidae)
- Mangua forsteri (Brignoli, 1983),  (Synotaxidae)
- Ozarchaea forsteri Rix, 2006,  (Pararchaeidae)
- Trittame forsteri Raven, 1990,  (Barychelidae)

## Abreviatura (zoología)
La abreviatura Forster  se emplea para indicar a Raymond Robert Forster como autoridad en la descripción y taxonomía en zoología.